# Atletismo nos Jogos Pan-Americanos de 1987 - 110 m com barreiras masculino
A prova dos 110 m com barreiras masculino nos Jogos Pan-Americanos de 1987 foi realizada em 15 de agosto em Indianápolis, Estados Unidos.

## Medalhistas
| Ouro                      | Prata                                     | Bronze                        |
| Andrew Parker JAM Jamaica | Modesto Castillo DOM República Dominicana | Ernesto Torres PUR Porto Rico |

## Final
Vento: +4.4 m/s
| Posição           | Raia | Nome              | Nacionalidade            | Tempo | Notas |
| ----------------- | ---- | ----------------- | ------------------------ | ----- | ----- |
| Medalha de ouro   | 7    | Andrew Parker     | JAM Jamaica              | 13.82 |       |
| Medalha de prata  | 1    | Modesto Castillo  | DOM República Dominicana | 13.96 |       |
| Medalha de bronze | 4    | Ernesto Torres    | PUR Porto Rico           | 14.68 |       |
| 4                 | 5    | George Biehl      | CHI Chile                | 14.89 |       |
| 5                 | 6    | Mauricio Carranza | ESA El Salvador          | 15.72 |       |
| 6                 | 2    | Greg Foster       | USA Estados Unidos       | DNF   |       |
| 6                 | 3    | Cletus Clark      | USA Estados Unidos       | DNF   |       |